# 2021年扬州世界园艺博览会
2021年扬州世界园艺博览会（简称扬州世园会）是指2021年4月到10月在中华人民共和国江苏省扬州市举办的A2+B1类世界园艺博览会，由2016年9月30日在土耳其安塔利亚召开的国际园艺生产者协会会员大会决定举办。